# Not Myself Tonight
Not Myself Tonight – electropopowa piosenka stworzona na szósty album studyjny amerykańskiej piosenkarki Christiny Aguilery pt. Bionic (2010). Wyprodukowany przez Polow da Dona, utwór wydany został jako inauguracyjny singel promujący krążek dnia 13 kwietnia 2010 roku.
Komercyjnie „Not Myself Tonight” odniósł umiarkowany sukces, okupując głównie pozycje w Top 20 światowych notowań − te miejsca singel osiągnął między innymi na brytyjskich (#12), kanadyjskich (#11) czy węgierskich (#2) listach przebojów. Piosenka okazała się przebojem w większości regionów Azji. Uplasowała się na szczycie dziewięciu oficjalnych zestawień: w Armenii, na Filipinach, w Hongkongu, Indonezji, Izraelu, Libanie, Tajwanie, Ekwadorze i Weneuzeli; ponadto w Japonii singel objął miejsce #3 listy Japan Hot 100. Singel nie zyskał popularności w Stanach Zjednoczonych.
Utwór spotkał się w dużej mierze z korzystnymi opiniami krytyków muzycznych, a prasa okrzyknęła go jako „gwałtownie energiczny hymn”. Podobnie jak w przypadku innych singli Aguilery, chwalono mocny wokal artystki. Jako najsilniejszy element piosenki wielu opiniodawców wskazało stronę dźwiękową, w szczególności wykorzystane instrumenty syntezatorowe i bębny. Chwalono zabarwienie utworu tribal house’em. Niektórzy z krytyków podsumowali „Not Myself Tonight” jako kompozycję uzależniającą. Kontrowersyjny wideoklip, nakręcony w celach promocyjnych, w swoim wykonaniu odwołał się do praktyk sadomasochistycznych i został zainspirowany wczesnymi klipami Madonny. Odbiór klipu przez krytykę był mieszany.

## Informacje o utworze
"Not Myself Tonight” to średniego tempa electro-/dance-popowa kompozycja, charakteryzująca się pulsującą linią basową, korzystająca głównie z instrumentów syntezatorowych. W utworze, czerpiącym dodatkowo z tribal house'u oraz R&B, słyszalne są również bębny plemienne oraz skrzypce. Skala głosu Aguilery kilkukrotnie się zmienia: z wykrzyczanego w intro E6 na D3, Bb4 i D5 w dalszych fragmentach utworu. Zwrotki utworu śpiewane są w stonowanym, flirtującym tonie. Piosenkę nagrywano w pierwszym kwartale 2010 roku w trzech różnych kalifornijskich studiach: No Escuses w Los Angeles, Larrabee Sound Studio w Hollywood oraz The Red Lips Room, osobistym studio Aguilery w jej posiadłości w Beverly Hills. Autorami kompozycji są producent muzyczna i wokalistka Ester Dean oraz producenci Polow da Don, Greg Curtis i Jason Perry. „Not Myself Tonight” jest jednym z zaledwie dwóch utworów z albumu Bionic, w pracach nad którymi nie brała udziału Christina Aguilera. Wokalistka podkreśliła, że zdecydowała się na nagranie nieswojego materiału, ponieważ doszła do wniosku, że treść piosenki ją odzwierciedla i do niej pasuje. Polow da Don powiedział w wywiadzie dla magazynu Billboard:

Jednego dnia ja i Ester (Dean − przyp.) freestyle'owaliśmy przy tym utworze, a kolejnego mój przyjaciel tańczył i skakał przy piosence w studio nagraniowym. Ludzie Christiny skontaktowali się ze mną, pytając, czy miałbym dla niej coś gorącego. Wysłałem im 'Not Myself Tonight', który okazał się pasować do świeżego, nowego wizerunku Christiny.

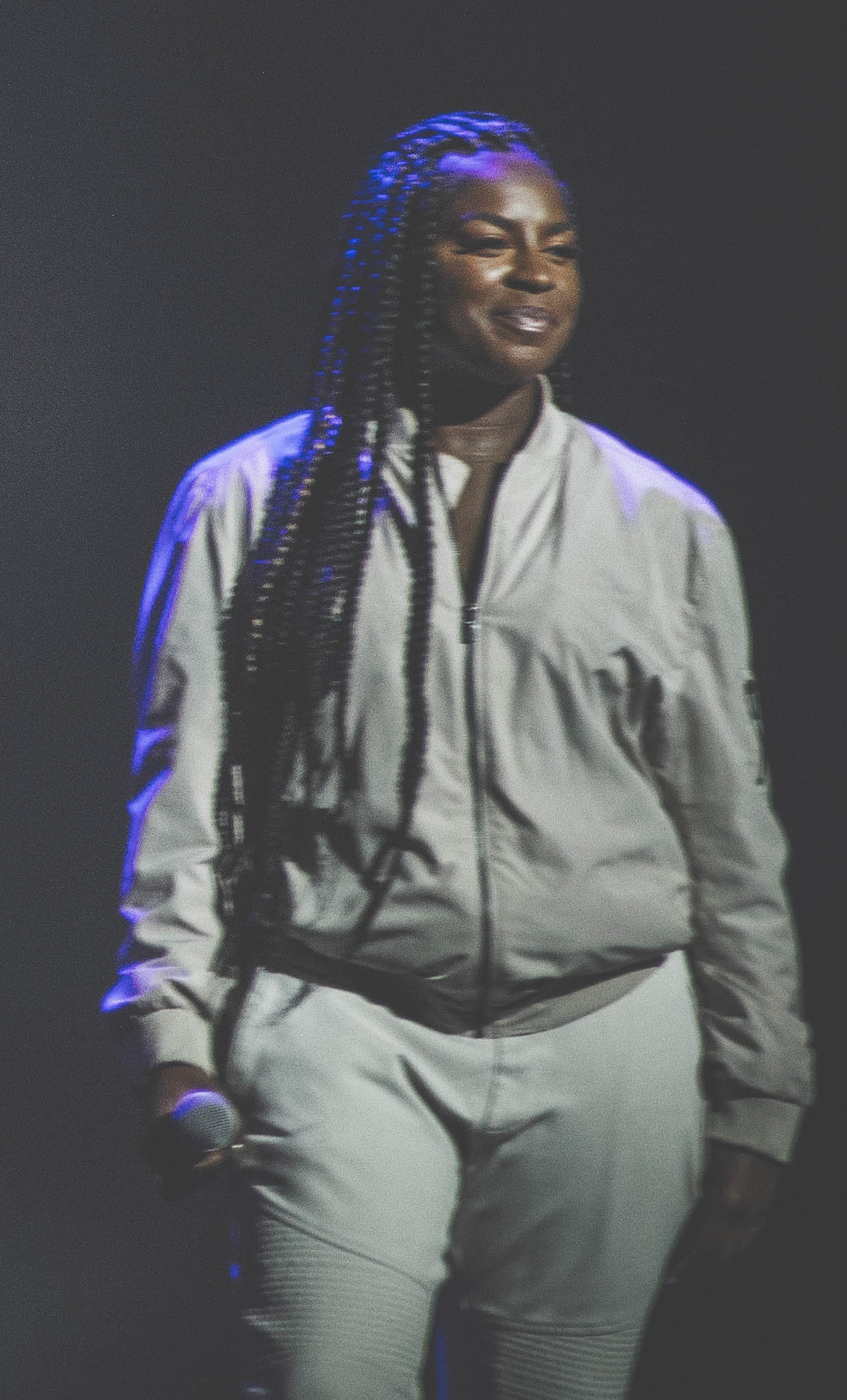
Współautorka utworu Ester Dean.

Dziennikarze witryny digitalspy.com sugerowali, że utwór miał w ogóle nie pojawić się na albumie Bionic, a za ostateczną decyzją jego umieszczenia na płycie stali zarządcy wytwórni RCA Records, nie Aguilera.

### Tło
Treść piosenki odnosi się do zabawy w dyskotece, a tekst dotyczy pozbywania się zahamowań. Charakter podmiotu lirycznego − kobiety − gwałtownie zmienia się podczas tańczenia na parkiecie. W trakcie swojego występu w telewizyjnym programie The Oprah Winfrey Show dnia 7 maja 2010 roku, Aguilera wyznała, że utwór traktuje o „wolności i wyrażaniu siebie”. W wywiadzie dla czasopisma internetowego HitQuarters, Claude Kelly, współautor pięciu utworów zawartych na krążku Bionic, opisał wszystkie ze stworzonych przez siebie piosenek, jak i singel „Not Myself Tonight”. Jako „szybkie, zabawne hymny imprezowe”. jednocześnie przypisując im posiadanie „ukrytych, głębszych treści”.
W czerwcu 2020 roku Aguilera wypowiedziała się na temat empowermentu i emancypacji w kontekście singla „Not Myself Tonight”. Fragment jej twierdzenia brzmiał: „Jestem dumna ze swojego dorobku artystycznego, bo dzięki muzyce nie bałam się ukazać wszystkich stron mnie jako kobiety. «Not Myself Tonight» to utwór o byciu wystarczająco odważnym, by czuć się dobrze i silnie we własnej skórze. Chcę, abyście kochali siebie samych i nigdy nie bali się być właścicielami swoich ciał.”

## Wydanie singla
Początkowo brytyjski dziennik Daily Mail donosił, że pierwszym singlem z albumu Bionic będzie utwór „Glam”. lecz wytwórnia RCA Records zmieniła tę decyzję po odroczeniu premiery płyty. 23 marca 2010 roku Christina Aguilera podała do informacji, że tytuł głównego singla to „Not Myself Tonight”. Tego samego dnia opublikowano okładkę singla, na której Aguilera prezentowała się jako diablica przyodziana w gorset z tworzywa PCW i gadżety BDSM. Nazajutrz oficjalna strona internetowa wokalistki udostępniła fanom tekst piosenki, a 26 marca także jej 18-sekundowy fragment. Swoją światową premierę singel również miał odnotować na łamach internetowej strony Aguilery, lecz ostatecznie jego premierowej emisji podjęła się stacja radiowa A.P.E. dnia 30 marca. 5 kwietnia singel został wysłany do amerykańskich rozgłośni radiowych. Premiera digital download (fizyczna premiera singla) odbyła się dnia 13 kwietnia. Według prowadzących notowanie Billboardu Top 40 Mainstream, w ciągu pierwszego tygodnia swojej radiowej emisji singel „Not Myself Tonight” stał się najczęściej nadawaną przez amerykańskie rozgłośnie piosenką (osiemset osiemdziesiąt sześć odtworzeń w ciągu sześciu dni).
Gdy 13 kwietnia 2010 roku kompozycja została wydana w formie digital download, natychmiast sprzedała się w nakładzie siedemdziesięciu siedmiu tysięcy kopii, w rezultacie debiutując w notowaniu Billboard Hot 100 na pozycji dwudziestej trzeciej (jeden z najbardziej sukcesywnych debiutów Aguilery w tym zestawieniu). Choć w państwach Ameryki Północnej, gdzie Aguilera odnosiła dotychczas największe sukcesy, singel nie objął pozycji w czołowych dziesiątkach list przebojów (miejsca #11 w Kanadzie i #23 w USA), ze znacznie większym powodzeniem spotkał się na terenie Azji. Niespełna w ciągu miesiąca utwór uplasował się na szczycie notowania libańskiej listy przebojów, a następnie miejsce pierwsze zajął także w oficjalnych zestawieniach Armenii, Filipin, Hongkongu, Indonezji, Izraela i Tajwanu. Na prestiżowej japońskiej liście przebojów Japan Hot 100 singel uplasował się w Top 3, na pozycji #3, co dla Aguilery stanowiło pierwsze tak wysokie odznaczenie w Japonii od czasu przeboju „Ain't No Other Man” (miejsce #1 listy Oricon Top 100 Singles w 2006) oraz uczyniło z „Not Myself Tonight” drugi najbardziej sukcesywny singel artystki w tym kraju. Na australijskiej liście ARIA Singles Chart utwór osiągnął pozycję #22, zaś na brytyjskiej UK Singles Chart − #12. Ponadto w zestawieniach przebojów digital download tych krajów objął miejsca w pierwszych dwudziestkach (#20 w Australii, #10 w Wielkiej Brytanii), a w samej Australii stał się hitem radiowym (pozycja #6 w notowaniu badającym częstotliwość nadawania poszczególnych piosenek w państwowych radiofoniach).
W Europie utwór „Not Myself Tonight” odniósł umiarkowane powodzenie, obejmując między innymi pozycje w Top 20 oficjalnych notowań Ukrainy (miejsce #2), Węgrzech (#2), Bułgarii (#3), Malty (#8), Chorwacji (#9), Słowacji (#12), Wielkiej Brytanii (#12), Włoszech (#14), Turcji (#15), Grecji (#16), Holandii (#18), Islandii (#19) oraz Finlandii (#20). W Ameryce Środkowo-Południowej singel okazał się komercyjnym sukcesem. W Ekwadorze i Wenezueli piosenka osiągnęła pozycje #1 oficjalnych list przebojów singlowych. Zajęła także miejsca drugie w notowaniach Kostaryki i Meksyku, miejsce trzecie w Chile, piąte w Urugwaju, dwunaste w Hondurasie, szesnaste w Brazylii oraz osiemnaste w Salwadorze. Lipcem 2010 sprzedaż singla w Australii przekroczyła nakład trzydziestu pięciu tysięcy egzemplarzy, co zaowocowało przyznaniem mu przez organizację Australian Recording Industry Association (ARIA) statusu złota. Według RCA Records, w samych Stanach Zjednoczonych wyprzedano czterysta pięćdziesiąt tysięcy kopii singla, natomiast − jak podaje serwis Media Traffic, światowa sprzedaż przekroczyła milion egzemplarzy.

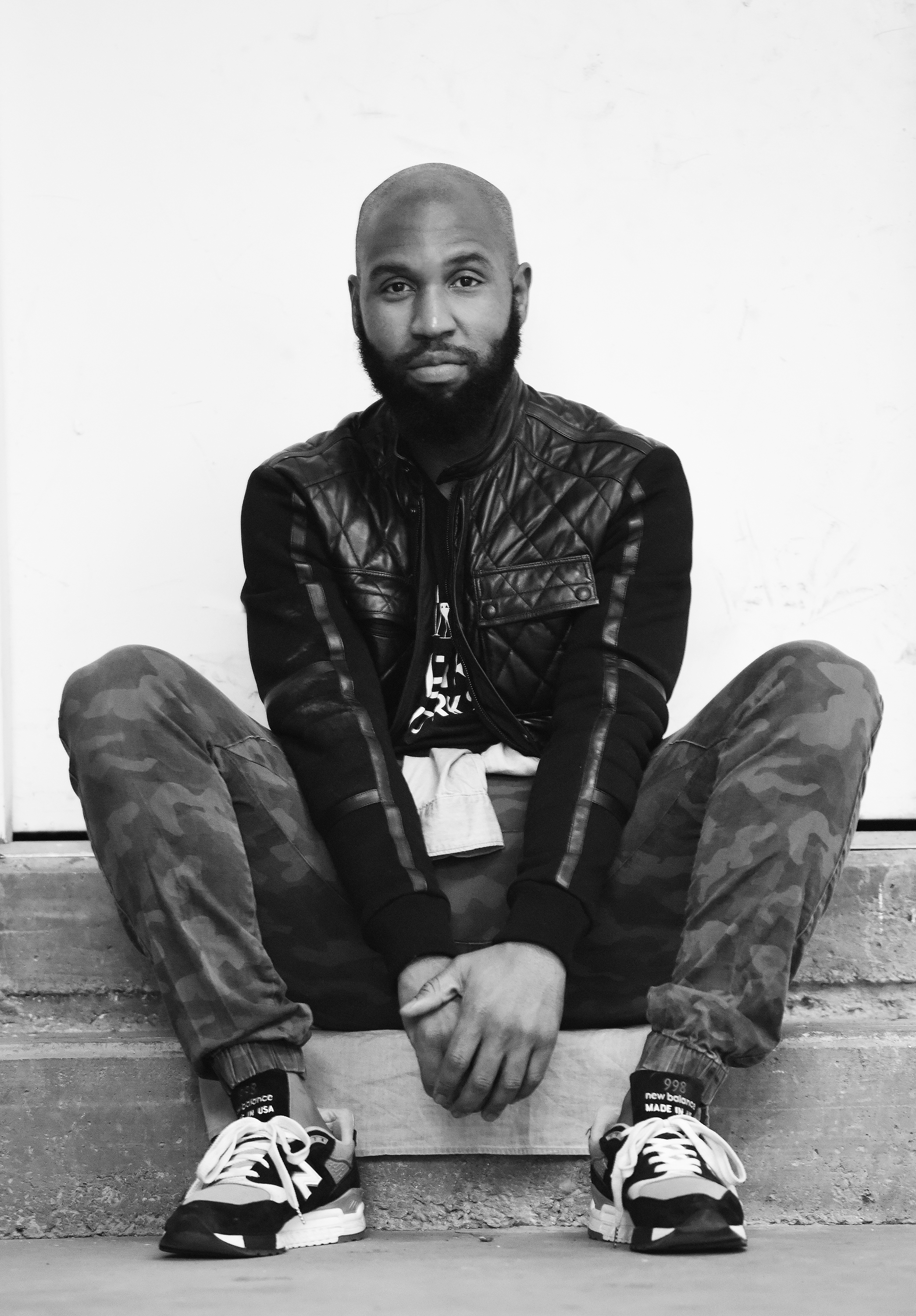
Autor tekstów Claude Kelly uznał, że za bojkotem singla w radiofonii stał Perez Hilton.

### Kontrowersje
Singel nie zyskał znacznej popularności, a ze szczególnie chłodnym przyjęciem spotkał się w Stanach Zjednoczonych. W momencie wydania, wiosną 2010, airplayowa promocja utworu była znikoma, na co Julie Pilat, dyrektor programu stacji 98.7 Kiss FM, odpowiedziała:

Myślę, że Christina będzie znana jako jedna z artystek o wspaniałym głosie, jednak najważniejsze jest, by znalazła piosenkę, która pomoże jej zjednać publiczność. Próbowaliśmy emitować jej ostatni singel, ale nie zyskał on dobrych odpowiedzi. (...)

Wypowiedź padła na łamach video czaterii zamieszczonej na blogu Pereza Hiltona, słynnego bloggera i celebryty, który od 2008 nieustannie tkwi w konflikcie z Aguilerą i jej fanami. Grono najbardziej oddanych fanów artystki rozpoczęło spekulacje, jakoby swoisty bojkot singla w amerykańskich stacjach radiowych miał zostać zapoczątkowany przez 98.7 Kiss FM, a winą za całą sytuację obarczyło Hiltona. Za realnością tych przypuszczeń przemawiać ma fakt, iż Hilton jest bliskim przyjacielem Pilat, jednej z najpotężniejszych osób w przemyśle radiowym USA, i mógł mieć znaczny wpływ na brak popularności „Not Myself Tonight” w nowojorskiej rozgłośni radiowej. Sprawa została nagłośniona. Krytycznie wobec Pilat i Hiltona wypowiedział się Claude Kelly, producent muzyczny i przyjaciel Aguilery.

## Opinie
Christopher Rosa, dziennikarz pracujący dla strony internetowej thecelebritycafe.com, uwzględnił „Not Myself Tonight” w rankingu dziesięciu najlepszych utworów Christiny Aguilery. Zdaniem redaktorów serwisu the-rockferry.onet.pl, „Not Myself Tonight” to jedna z najlepszych kompozycji nagranych przez Aguilerę w latach 1997−2010. Użytkownicy interaktywnej witryny TheTopTens.com uznali nagranie za najlepszy utwór zawarty na albumie Bionic. W marcu 2014 serwis top50songs.org podał, że internauci uznają „Not Myself Tonight” za jedną z dziesięciu najlepszych piosenek w całej karierze Aguilery. W sierpniu tego roku Jason Lipshutz, redaktor magazynu Billboard, uznał singel za jeden z dwudziestu największych hitów Aguilery w Stanach Zjednoczonych. Zdaniem Richarda Erica (witryna The Gospel Acording to Richad Eric), „Not Myself Tonight” to jedna z najlepszych piosenek 2010 roku.

### Recenzje
Wśród recenzji krytyków muzycznych dominowany głosy dodatnie. W swoim omówieniu dla MTV James Montgomery pochwalił utwór, pisząc o nim jako o „piosence, którą można usłyszeć w dużych, wielopoziomowych klubach europejskich”. Docenił stronę dźwiękową kompozycji, głównie słyszalne w niej instrumenty syntezatorowe i metrum 4/4 (bity typu four-on-the-floor). Równie pozytywną opinię na temat piosenki wydał Bill Lamb, współpracujący z portalem About.com. „Ktokolwiek mógłby pomyśleć, że ponadprzeciętne zdolności wokalne brzmią w mainstreamowym popie nienaturalnie, powinien zapoznać się z utworem 'Not Myself Tonight'. Typowo electropopowa melodia brzmi lekko ordynarnie, dopóki w czterdziestej piątej sekundzie ostatecznie nie pojawiają się wokale Aguilery. Od tego momentu Christina Aguilera (...) udowadnia, dlaczego tak często trafia na czołówki krótkich zestawień współczesnych gwiazd muzyki pop.” − napisał Lamb. Magazyn Vibe był pod wrażeniem utworu „Not Myself Tonight”: „Dzięki kompozycyjnej pomocy Ester Dean i Polow da Dona, Aguilera (...) gotowa jest do starcia z Ke$hą, Lady Gagą i Katy Perry ('całuje wszystkich chłopców i wszystkie dziewczęta') w gejowskim klubie. Z piosenką frenetyczną, charakteryzującą się musującym brzmieniem syntezatorów (...) Xtina odnalazła siebie. (...)” Zdaniem Michiela Vosa, piszącego dla serwisu A Bit of Pop Music, Aguilera łamie w utworze granice, bez skrępowania epatując seksem. W miesięczniku Attitude stwierdzono, że piosenka charakteryzuje się ironicznym wydźwiękiem.
Anthony Ramos, dziennikarz telewizyjnego programu kulturalnego Access Hollywood, uznał „Not Myself Tonight” za najseksowniejszą kompozycję Aguilery od czasów „Dirrty”. Anna Szymla, w ramach omówienia albumu Bionic dla portalu megafon.pl, pisała o utworze „Not Myself Tonight” jako o „jednym z tych numerów, które z miejsca wpadają w ucho i uzależniają.” Opiniodawca współpracujący z serwisem ukmix.org opisał singel jako „tribal house'owy, inspirowany popem, chwytliwy kawałek klubowy, którego wielu z nas oczekiwało od Christiny Aguilery, zapewniający jej wielki muzyczny comeback”. Dziennikarz docenił elektroniczną kompozycję utworu oraz wykorzystane w nim bębny plemienne, by następnie wystawić ogółowi ocenę . Autor strony internetowej musicaddiction2.com, oceniając poszczególne kompozycje z krążka Bionic, korzystnie ocenił „Not Myself Tonight”: „Kawałek brzmi jeszcze goręcej niż pierwszy utwór z albumu. Jest szybszy i oferuje więcej tribal house'owych bębnów. (...) Podoba mi się wprowadzenie wypowiadane przez Christinę na początku piosenki, kiedy szepcze/krzyczy ona 'You wanna get crazy? 'Cause I don't give a AAAWH!'. Ten wrzask jest na tyle zaraźliwy, że słuchacz natychmiast chce znaleźć się na parkiecie. Wokalistka uderza w utworze w wiele wysokich rejestrów, robiąc to zresztą w tym samym stylu, co zawsze”. W dniu premiery singla w Internecie Mateusz „Axun” Kołodziej (axunarts.pl) napisał: „Utrzymana w szybkim tempie, charakteryzująca się nowoczesną i taneczną produkcją kompozycja nie powinna mieć żadnych problemów z podbiciem światowych list przebojów”. Większą krytycznością w stosunku do piosenki wykazała się Whitney Pastorek z Entertainment Weekly. „Gdy (Aguilera − przyp.) śpiewa, że 'dziś nie jest tą samą dziewczyną', czy nie uważacie, że ma na myśli jakość swojego dokonania?”. zapytała czytelnika we własnej recenzji.

## Teledysk
Wideoklip do utworu „Not Myself Tonight” powstał w dniach 7-9 kwietnia 2010 roku w reżyserii Hype'a Williamsa. W trakcie realizacji, w wywiadzie udzielonym dla jednej ze stacji radiowych, Christina Aguilera wyznała: „Jestem pewna swojej atrakcyjności i czuję się w swojej skórze wygodniej. Myślę, że stałam się bardziej rozerotyzowaną Christiną.” Z okazji premiery wideoklipu, na oficjalnej stronie internetowej artystki zorganizowano uroczystą prezentację fotosów wykonanych na planie zdjęciowym. Światowa premiera teledysku odbyła się za pośrednictwem Vevo.com, serwisu o tematyce muzycznej, dnia 30 kwietnia 2010, brytyjski kanał muzyczny 4Music wyemitował klip nazajutrz o godzinie 10:00, jako pierwsza stacja telewizyjna na świecie. Ogólnoświatowe telewizje podjęły się emisji ocenzurowanej wersji klipu.
Premiera wideoklipu została okrzyknięta przez portal internetowy Just Jared dwudziestym z pięćdziesięciu najważniejszych wydarzeń kulturalnych roku 2010. Sam teledysk uplasował się na pozycji #3 końcoworocznego zestawienia portalu iLeaks.com Top Videos (topowe wideoklipy). Wraz z początkiem maja 2010 klip udostępniono klientom serwisu transakcyjnego iTunes Store. Osiągnął on pozycje #1 notowań najchętniej nabywanych drogą internetową teledysków w dwunastu krajach europejskich i amerykańskich, w tym w Stanach Zjednoczonych, Kanadzie, Meksyku, Niemczech, Francji, Włoszech i Hiszpanii. W hiszpańskiej telewizji był jednym z najpopularniejszych, najczęściej emitowanych klipów roku.
| Twórcy - Reżyseria: Hype Williams - Zdjęcia: John Perez - Produkcja: Tony McGarry - Montaż: Dean Miyahira - Choreografia: Jeri Slaughter | - Scenografia: Regan Jackson - Kostiumy, stylizacje: Simone Harouche - Efekty wizualne: Adam Lima - Wytwórnia: HSI London |

- Tancerze/aktorzy: Christina Aguilera[58], Shannon Holtzapffel[62], Jenna Dewan[14], Monique Slaughter[63], Tiana Brown[64], Gilbert Saldivar[58], Paul Kirkland[58], Nolan Padilla[65], Jason Glover[58] i in.

### Inspiracje i koncepcja

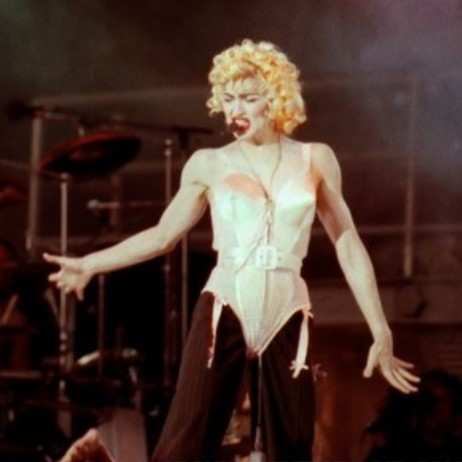
Teledysk do piosenki „Not Myself Tonight” został zainspirowany przez klipy z wczesnego etapu kariery Madonny, w tym przez słynny „Express Yourself”.

W wideoklipie zawarto nawiązania do zachowań sadomasochistycznych, w tym praktyk bondage'owych. Akcja klipu toczy się w budynkach o podwyższonym standardzie oraz w przyciemnionym wnętrzu prestiżowego kościoła. Aguilera prezentuje się kolejno w kilku różnych fryzurach, odziana najczęściej w skąpe stroje dominatrix. Kostium w jednej ze scen inspirowany był sekwencją z filmu Mechaniczna pomarańcza (1971), w której powieki bohatera unieruchomione są specjalnymi zaciskami. Widzimy też Aguilerę jako seksbombę, przebraną za uwodzicielską kocicę (od anglojęzycznego idiomu sex kitten). Aktorka i tancerka Jenna Dewan pojawia się w teledysku w roli cameo jako związana kobieta, która staje się obiektem adoracji Aguilery i zostaje przez nią pocałowana. Shannon Holtzapffel występuje w roli umięśnionego kochanka. W ujęciach finalnych Aguilera i jej tancerze − między innymi Gilbert Saldivar oraz Paul Kirkland − wkraczają do kościoła i rozpoczynają orgię. Dziennikarz o pseudonimie Vigilant Citizen twierdził, że przez klip przewija się ikonografia Illuminati.
Autorem wykorzystanych w teledysku efektów specjalnych był Adam Lima.
Wideoklip inspirowany był działalnością wielu artystów muzycznych. James Montgomery, dziennikarz MTV, ujęcia kościelne porównał do scen zawartych w teledysku do utworu Madonny „Like a Prayer”. ponadto motywy S&M uznał za przywodzące na myśl klip „Human Nature”. „Wpływy na 'Tonight' są dość oczywiste, szczególnie skórzane przebranie Aguilery, jej dominacyjna postawa i gorące akcje na krześle, w które angażuje się całym swoim ciałem.” − skomentował Montgomery. Istnieją także nawiązania do wideoklipu Madonny „Express Yourself” − w ujęciu, w którym wokalistka nosi monokl, wcześniej, gdzie jako wyuzdana niewolnica przemierza podłogę docierając do miski, a także w scenie tańcu w strugach deszczu. Artystka polewa swoje ciało czarnym mlekiem, podobnie, jak Christina Milian postąpiła z olejem w swym klipie „Dip It Low”. Fryzury, które unaocznia Aguilera, czerpią ze stylów Bettie Page, Lady Gagi, Gwen Stefani i Beyoncé. Piosenkarka pojawia się także we fryzurze porównywalnej do tej, którą nosiła w teledysku do utworu „Lady Marmalade”. Końcowa scena nawiązuje do stylistyki klipu „Dirrty”. zaprezentowane zostają bowiem erotyczne zachowania Aguilery i roznegliżowanego, spoconego młodego mężczyzny. Inspiracje, które posłużyły Aguilerze i reżyserowi Hype’owi Williamsowi do zrealizowania wideoklipu, w założeniu miały być dostrzegalne. Dodatkowo, układy choreograficzne i sceny taneczne zainspirowane zostały przez debiutancki film Aguilery Burleska (Burlesque, 2010).

### Recenzje
Wielu krytyków doceniło końcowy efekt pracy Aguilery i Williamsa, uznając klip za udany powrót wokalistki do ery jej spektakularnego albumu Stripped (2002), lecz niektórzy z komentatorów odebrali go jako dzieło „nieoryginalne i zbyt odważne”. Chwalono estetykę teledysku. Skarżono się natomiast na nawiązania do popkultury, z których skorzystała Aguilera − niektóre głosy mówiły nawet o kalkowaniu przez wokalistkę stylów Madonny, Lady Gagi i innych piosenkarek. Z tego powodu „Not Myself Tonight” zdobył status teledysku kontrowersyjnego. Zdaniem Jamasa Montgomery’ego, dziennikarza serwisu muzycznego MTV News, klip powoduje „opadnięcie szczęki”. a „Aguilera − popowa gwiazda − wraca w nim do swoich brudnych korzeni”. Bill Lamb z portalu About.com odrzucić hipotezę, według której Aguilera nadmiernie czerpie ze stylizacji Lady Gagi, Madonny i Rihanny; dodał nawet, że dzieło Williamsa stanowi przydatną wskazówkę, jak spektakularny teledysk wyglądać powinien. Komentując kostiumy wykorzystane w klipie, Lamb napisał: „Bondage i moda fetyszystyczna są coraz bardziej rozpowszechnione w spektrum muzyki pop oraz wyobrażeniu kultury masowej”. Według dziennikarza, klip jest „estetycznie oszałamiający”. a reżyser nadał mu „ostry, wypielęgnowany, kolorowy wygląd, który jest uderzający”. Lamb zwrócił uwagę na biseksualny wydźwięk, którym wzbogacono teledysk. Richard Eric (witryna The Gospel Acording to Richad Eric) uznał pracę Williamsa za jeden z dziesięciu najlepszych, najbardziej interesujących wideoklipów 2010 roku.
Mike Nied (Idolator) wyłonił „Not Myself Tonight” jako jeden z dziesięciu najlepszych teledysków Aguilery, przypisując mu miejsce czwarte. Uznał, że klip jest „smakowicie sprośny”.

## Promocja i wykonania koncertowe
Medialna promocja singla ruszyła pod koniec marca 2010, na dobre rozpoczynając się 26 dnia tego miesiąca, kiedy to oficjalna strona internetowa Aguilery opublikowała 18-sekundowy fragment piosenki. Po raz pierwszy Aguilera wykonała utwór na żywo w programie The Oprah Winfrey Show dnia 7 maja 2010 roku. Wystąpiła na podwyższonych butach, w czarnym, jednoczęściowym kostiumie okrytym długim czarnym płaszczem. Widowiskowi towarzyszyły zielone światła laserowe, odymienie oraz tancerze przebrani w stroje przywodzące na myśl film Matrix. Następnie, 6 czerwca, wokalistka zaprezentowała utwory „Bionic”. „Not Myself Tonight” oraz „Woohoo” w czasie gali MTV Movie Awards 2010 w Los Angeles. 8 czerwca podczas porannego magazynu stacji NBC The Today Show, Aguilera wykonała między innymi piosenkę „Not Myself Tonight” w ramach promocji albumu Bionic. Dwa dni później, 10 czerwca, kompozycję zaprezentowała w trakcie talk-show Live with Regis and Kelly, a nazajutrz wystąpiła także w programie CBS-u The Early Show. Promocja singla obejmowała również udział Aguilery w audycji VH1 Storytellers muzycznej stacji VH1.
23 października 2010 artystka wystąpiła z piosenkami „Not Myself Tonight”. „Ain't No Other Man”. „Beautiful” i „Fighter” na specjalnym koncercie charytatywnym zorganizowanym przez Justina Timberlake’a w Las Vegas. Tydzień później dała halloweenowy występ w San Diego. Zaśpiewała dziesięć utworów, między innymi „Not Myself Tonight” i cover „At Last” z repertuaru Etty James. 22 lipca 2011 odbył się prywatny koncert dla firmy Microsoft. Wokalistka była jednym z gości muzycznych, a na scenie zaśpiewała „Not Myself Tonight”. 28 maja 2016 występ artystki przed dwustutysięczną widownią zamknął marokański festiwal muzyczny Mawazine. Wśród dwudziestu odśpiewanych przez Aguilerę piosenek znalazła się „Not Myself Tonight”. Dwa miesiące później, 30 lipca, Aguilera zaśpiewała utwór na koncercie inaugurującym otwarcie hali widowiskowej Black Sea Arena w Gruzji.
Krótki fragment nagrania odtworzono podczas trasy koncertowej The Liberation Tour (2018). W 2019 piosenka została wpisana na setlistę rezydentury The Xperience − otwierała koncerty wraz z innym singlem, „Your Body”.

## Spuścizna
Nagranie zostało wykorzystane w trakcie pokazu mody Christiana Diora, Cruise Fashion Show (2010), a także w programie łyżwiarskim All That Skate, gdzie układ choreograficzny wykonała Sarah Meier. Według dziennikarki Kelley Dunlap utwór zainspirował powstanie singlowej piosenki „Drunk in Love” (2013) z repertuaru Beyoncé. Drag queen Mariah Balenciaga występowała z utworem podczas drag shows. W 2018 roku odbył się pokaz taneczny grupy QDS Megacrew. Członkowie zespołu zaprezentowali widzom układ choreograficzny, który zharmonizowany był z kilkoma nagraniami Aguilery (w tym „Not Myself Tonight”, „Can’t Hold Us Down” i „Bobblehead”). Jedna z tancerek przodujących nosiła strój podobny do tego, który Aguilera miała na sobie w wideoklipie do utworu. W 2019 układ taneczny do piosenki wykonał uczestnik tajskiego programu telewizyjnego Sing Your Face Off.

## Nagrody i wyróżnienia
| Rok  | Ceremonia              | Nagroda                                                      | Rezultat  |
| ---- | ---------------------- | ------------------------------------------------------------ | --------- |
| 2010 | You Choice Awards      | teledysk roku                                                | Wygrana   |
| 2011 | MuchMusic Video Awards | najchętniej oglądany teledysk roku na witrynie MuchMusic.com | Nominacja |
| 2011 | J-Wave Awards          | piosenka roku                                                | Nominacja |
| 2011 | Cyprus Music Awards    | najseksowniejszy teledysk                                    | Nominacja |

## Listy utworów i formaty singla
| Amerykański digital download 1. „Not Myself Tonight” (Clean Version) − 3:04 2. „Not Myself Tonight” (Explicit Version) − 3:04 Australijski singel CD; polski promo CD 1. „Not Myself Tonight” (Clean Version) 2. „Not Myself Tonight” (Super Clean Version) 3. „Not Myself Tonight” 4. „Not Myself Tonight” (Instrumental) 5. „Not Myself Tonight” (Call Out Hook) Niemiecki maxi-singel 1. „Not Myself Tonight” 2. „Not Myself Tonight” (Mark Roberts Ultimix) (Dirty) 3. „Not Myself Tonight” (Jody Den Broeder Radio) | - „Clean Version” - „Explicit Version” - „Instrumental” - „Chus & Ceballos Club Remix” - „Chus & Ceballos Stereo Remix” - „Jody Den Broeder Remix” - „Aleko's & Steamweaver Club Mix” - „Aleko's & Steamweaver Radio Mix” - „Aleko's & Steamweaver Radio Instrumental” - „Aleko's & Steamweaver Padapella” - „Aleko's & Steamweaver Tribe-A-Pella” - „Mark Roberts Ultimix” - „Laidback Luke Remix” − remiks zawarty na singlu „I Hate Boys” |

## Twórcy
- Główne wokale: Christina Aguilera
- Producent: Jamal „Polow da Don” Jones
- Autor: Jamal „Polow da Don” Jones, Ester Dean, Greg Curtis, Jason Perry
- Nagrywanie: Josh Mosser, Jeremy Stesenson
- Nagrywanie wokalu: Oscar Ramirez
- Inżynier dźwięku: Brian „fluff” Alisson, Matt Benefield
- Mixer: Jaycen Joshua
- Asystent mixera: Giancarlo Lino

## Pozycje na listach przebojów
| Kraj/region                  | Notowanie (2010)                     | Wydawca                         | Najwyższa pozycja |
| ---------------------------- | ------------------------------------ | ------------------------------- | ----------------- |
| Antyle Holenderskie          | Official Singles Chart               | IFPI                            | 6                 |
| Armenia                      | Official Singles Chart               | IFPI                            | 1                 |
| Australia                    | Top 100 Airplay                      | AUM Report                      | 6                 |
| Australia                    | Top 100 Digital Tracks               | ARIA Charts                     | 20                |
| Australia                    | Top 100 Singles                      | ARIA Charts                     | 22                |
| Austria                      | Top 75 Singles                       | Ö3 Austria Top 40               | 26                |
| Azja                         | MTV Asia Hitlist                     | MTV Asia                        | 9                 |
| Belgia (Flandria)            | Ultratop 50                          | Ultratop                        | 24                |
| Belgia (Region Waloński)     | Ultratip 30                          | Ultratop                        | 9                 |
| Brazylia                     | Top 100 Singles                      | Billboard Brasil                | 16                |
| Brazylia                     | Dance/Club Chart                     | Billboard Brasil                | 7                 |
| Bułgaria                     | Top 40 Singles                       | IFPI                            | 3                 |
| Chile                        | Top 100 Singles                      | Nielsen Chile/IDERE/Monitec     | 3                 |
| Chorwacja                    | Top 100 Airplay                      | YE                              | 10                |
| Chorwacja                    | Top 100 Singles                      | YE                              | 9                 |
| Ekwador                      | Official Singles Chart               | IFPI                            | 1                 |
| Filipiny                     | Official Singles Chart               | PARI                            | 1                 |
| Finlandia                    | Top 20 Singles                       | ÄKT                             | 20                |
| Grecja                       | Top 30 Pop Singles                   | ΕΕΠΗ                            | 14                |
| Grecja                       | Top 50 Singles                       | ΕΕΠΗ                            | 16                |
| Hiszpania                    | Top 50 Singles                       | PROMUSICAE                      | 26                |
| Holandia                     | Dutch Top 40                         | MegaCharts                      | 18                |
| Holandia                     | Tipparade Top 30                     | MegaCharts                      | 1                 |
| Honduras                     | Official Singles Chart               | IFPI                            | 12                |
| Hongkong                     | Top 20 Singles                       | IFPI                            | 1                 |
| Indonezja                    | Official Singles Chart               | LIMA                            | 1                 |
| Indonezja                    | Top 50 Singles                       | Creative Disc                   | 1                 |
| Indonezja                    | Top Digital Songs                    | LIMA                            | 1                 |
| Islandia                     | Official Singles Chart               | IFPI                            | 19                |
| Izrael                       | Official International Airplay Chart | IFPI                            | 1                 |
| Izrael                       | Official Singles Chart               | IFPI                            | 1                 |
| Japonia                      | Adult Contemporary Airplay Chart     | Billboard/Hanshin Contents Link | 2                 |
| Japonia                      | Japan Hot 100                        | Billboard/Hanshin Contents Link | 3                 |
| Japonia                      | Top 100 Airplay                      | Billboard/Hanshin Contents Link | 2                 |
| Japonia                      | Top 100 Singles                      | Oricon                          | 4                 |
| Kanada                       | Canada Hot AC                        | Billboard                       | 11                |
| Kanada                       | Canadian Hot 100                     | Billboard                       | 11                |
| Korea Południowa             | Top 100 International Singles        | Gaon Chart                      | 4                 |
| Korea Południowa             | Top 100 Singles                      | Gaon Chart                      | 73                |
| Kostaryka                    | Top 40 Singles                       | IFPI                            | 2                 |
| Liban                        | Top 20 Singles                       | Mix FM                          | 1                 |
| Malta                        | Top 20 Singles                       | IFPI                            | 8                 |
| Meksyk                       | Mexico Ingles Airplay                | Billboard                       | 12                |
| Meksyk                       | Official Singles Chart               | AMPROFON                        | 2                 |
| Meksyk                       | Top 10 Airplay — Anglo               | Monitor Latino                  | 9                 |
| Niemcy                       | Deutsche Black Chart                 | Deutsche Trend Charts           | 14                |
| Niemcy                       | Top 100 Singles                      | Media Control Charts            | 24                |
| Nikaragua                    | Official Singles Chart               | IFPI                            | 15                |
| Nowa Zelandia                | Top 100 Airplay                      | Radioscope                      | 29                |
| Nowa Zelandia                | Top 40 Singles                       | RIANZ                           | 32                |
| Polska                       | Top 100 Airplay                      | IFPI                            | 34                |
| Polska                       | Top 50 Singles                       | IFPI                            | 37                |
| Rosja                        | Official Download Chart              | 2M                              | 12                |
| Rumunia                      | Top 100 Singles                      | Romanian Chart Top 100          | 6                 |
| Salwador                     | Official Singles Chart               | IFPI                            | 18                |
| Singapur                     | Official Singles Chart               | IFPI                            | 4                 |
| Słowacja                     | Top 100 Singles                      | IFPI                            | 12                |
| Stany Zjednoczone            | Billboard Hot 100                    | Billboard                       | 23                |
| Stany Zjednoczone            | Digital Songs                        | Billboard                       | 15                |
| Stany Zjednoczone            | Hot 200 Airplay                      | RIAA                            | 16                |
| Stany Zjednoczone            | Hot Dance Club Songs                 | Billboard                       | 1                 |
| Stany Zjednoczone            | R&R CHR/Pop Charts                   | Radio & Records                 | 14                |
| Stany Zjednoczone            | Top 40 Mainstream (Pop Songs)        | Billboard                       | 14                |
| Szwajcaria                   | Top 100 Singles                      | Schweizer Hitparade             | 42                |
| Szwecja                      | Top 60 Singles                       | Sverigetopplistan               | 34                |
| Świat                        | Global Dance Tracks                  | Billboard                       | 7                 |
| Świat                        | Official Airplay Chart               | T4C                             | 9                 |
| Świat                        | Official Singles Chart               | T4C                             | 9                 |
| Świat                        | United World Chart                   | Media Traffic                   | 25                |
| Świat                        | World Chart Show                     | High Energy Radio/Radio Express | 2                 |
| Tajwan                       | Top 50 Singles                       | RIT                             | 1                 |
| Tokio                        | Hot 100 Singles                      | J-Wave                          | 14                |
| Turcja                       | Top 20 Singles                       | Billboard Türkiye               | 15                |
| Ukraina                      | Official Singles Chart               | IFPI                            | 2                 |
| Urugwaj                      | Top 50 Singles                       | IFPI                            | 5                 |
| Wenezuela                    | Official Singles Chart               | Record Report/IFPI              | 1                 |
| Węgry                        | Editors’ Choice Rádiós Top 40        | MAHASZ                          | 21                |
| Węgry                        | Top 10 Singles                       | MAHASZ                          | 2                 |
| Wielka Brytania              | UK Digital Song Sales                | Billboard                       | 10                |
| Wielka Brytania              | UK Official Download Chart           | OCC                             | 10                |
| Wielka Brytania              | UK Singles Chart                     | OCC                             | 12                |
| Włochy                       | Top 50 Singles                       | FIMI                            | 14                |
| Zjednoczone Emiraty Arabskie | Official Singles Chart               | IFPI                            | 19                |

Notowania telewizyjne/radiowe/internetowe
| Kraj              | Notowanie (2010−2020) | Wydawca                        | Najwyższa pozycja | Data osiągnięcia pozycji szczytowej |
| ----------------- | --------------------- | ------------------------------ | ----------------- | ----------------------------------- |
| Filipiny          | MAGIC 30 Countdown    | Magic 89.9 Philippines (radio) | 3                 | 2010−0?−??                          |
| Filipiny          | Top 100 Music Videos  | iTunes Store (internet)        | 1                 | 2020−05−15                          |
| Francja           | Top 100 Music Videos  | iTunes Store (internet)        | 1                 | 2020−05−14                          |
| Hiszpania         | Top 100 Music Videos  | iTunes Store (internet)        | 1                 | 2020−05−14                          |
| Indonezja         | Top 100 Music Videos  | iTunes Store (internet)        | 1                 | 2020−05−15                          |
| Polska            | Chartsurfer           | VIVA Polska (TV)               | 1                 | 2010−05−30                          |
| Polska            | Gorąca 20             | Radio Eska (radio)             | 3                 | 2010−05−22                          |
| Polska            | MTV Maxxx Hits        | MTV Polska (TV)                | 1                 | 2010−06−01                          |
| Polska            | Top Lista             | Radio RSC (radio)              | 1                 | 2010−04−27                          |
| Stany Zjednoczone | Top 100 Music Videos  | iTunes Store (internet)        | 1                 | 2020−05−13                          |
| Stany Zjednoczone | Yahoo! Video          | Yahoo! (internet)              | 1                 | 2010−07−17                          |
| Stany Zjednoczone | Z100 Singles Chart    | Z100 New York (radio)          | 6                 | 2010−04−??                          |

### Listy końcoworoczne
| Kraj              | Notowanie (2010)                 | Wydawca                         | Pozycja |
| ----------------- | -------------------------------- | ------------------------------- | ------- |
| Brazylia          | Top 100 Singles                  | Billboard Brasil                | 94      |
| Bułgaria          | Top 40 Singles                   | IFPI                            | 41      |
| Chorwacja         | Top 100 Airplay                  | YE                              | 50      |
| Europa            | Top 100 Airplay                  | IFPI                            | 66      |
| Indonezja         | Top 50 Singles                   | Creative Disc                   | 30      |
| Japonia           | Adult Contemporary Airplay Chart | Billboard/Hanshin Contents Link | 28      |
| Japonia           | Japan Hot 100                    | Billboard/Hanshin Contents Link | 72      |
| Japonia           | Top 100 Airplay                  | Billboard/Hanshin Contents Link | 31      |
| Japonia           | Zip-FM Hot 100                   | Zip-FM                          | 11      |
| Korea Południowa  | Top 100 Singles                  | Gaon Chart                      | 52      |
| Liban             | Top 100 Airplay                  | NRJ                             | 23      |
| Singapur          | Official Singles Chart           | IFPI                            | 15      |
| Stany Zjednoczone | Hot Dance Club Songs             | Billboard                       | 40      |
| Świat             | World Chart Show                 | High Energy Radio/Radio Express | 45      |
| Tajwan            | Top 50 Singles                   | RIT                             | 66      |
| Włochy            | Top 50 Singles                   | FIMI                            | 72      |

## Sprzedaż i certyfikaty
| Kraj              | Wydawca | Certyfikat | Sprzedaż |
| ----------------- | ------- | ---------- | -------- |
| Australia         | ARIA    | złoto      | 35,000+  |
| Stany Zjednoczone | RIAA    | −          | 450,000+ |

## Historia wydania
| Region            | Data             | Format           | Wytwórnia                |
| ----------------- | ---------------- | ---------------- | ------------------------ |
| Stany Zjednoczone | 5 kwietnia 2010  | airplay          | RCA Records              |
| Polska            | 6 kwietnia 2010  | airplay          | Sony Music Entertainment |
| Australia         | 13 kwietnia 2010 | digital download | Sony Music Entertainment |
| Belgia            | 13 kwietnia 2010 | digital download | Sony Music Entertainment |
| Dania             | 13 kwietnia 2010 | digital download | Sony Music Entertainment |
| Finlandia         | 13 kwietnia 2010 | digital download | Sony Music Entertainment |
| Francja           | 13 kwietnia 2010 | digital download | Sony Music Entertainment |
| Grecja            | 13 kwietnia 2010 | digital download | Sony Music Entertainment |
| Irlandia          | 13 kwietnia 2010 | digital download | Sony Music Entertainment |
| Kanada            | 13 kwietnia 2010 | digital download | Sony Music Entertainment |
| Meksyk            | 13 kwietnia 2010 | digital download | Sony Music Entertainment |
| Stany Zjednoczone | 13 kwietnia 2010 | digital download | RCA Records              |
| Włochy            | 13 kwietnia 2010 | digital download | RCA Records              |
| Australia         | 7 maja 2010      | singel CD        | Sony Music Entertainment |
| Wielka Brytania   | 9 maja 2010      | digital download | RCA Records              |
| Niemcy            | 21 maja 2010     | singel CD        | Sony Music Entertainment |
| Tajwan            | 8 czerwca 2010   | singel CD        | Sony Music Entertainment |
| Polska            | lato 2010        | singel CD        | Sony Music Entertainment |

## Informacje dodatkowe
- Singel znalazł się na składance Sony Music Maximum Hit Music 02 2010, obok takich przebojów, jak „Telephone” Lady Gagi i Beyoncé, „Whataya Want from Me” Adama Lamberta czy „Rude Boy” Rihanny. Inne albumy kompilujące singlowe hity 2010 roku, na których zawarto „Not Myself Tonight”. to: NRJ Dance 2010 (Sony), ÉTÉ 2010 (Sony), MNM Big Hits 2010.2 (Universal Music Group) oraz Best Of 2010 − Die Zweite (EMM).